# Louis de Ronsard
Louis de Ronsard, parfois orthographié Loys de Ronsard, né vers 1479 et mort le 6 juin 1544 à Paris, est un seigneur Français des XVe et XVIe siècles, au service des rois Louis XII et François Ier. Il fut maitre de l'hôtel des fils de François Ier. Il est surtout connu pour être le père du poète Pierre de Ronsard.

## Vie
Louis de Ronsard né vers 1479, peut-être au manoir de la Possonnière est le fils de Olivier de Ronsard et de Jeanne d'Illiers des Radrets.
En 1493, il devient page au service du duc d'Orléans (futur Louis XII). Ainsi  il l'accompagne lors de la première guerre d'Italie.
A l'avènement de Louis XII il est nommé gentilhomme de l'hôtel du roi, charge pour laqelle il reçoit quare cents livres tournois par an.
En 1499, il assiste aux prises de Milan et Alexandrie, et est présent lors de la capture de Ludovic Sforza à la bataille de Novare en 1500. À la suite de cette bataille il est fait chevalier.
Il est présent à la prise de Gênes en 1507 et à la bataille d'Agnadel Il est durant cette période fait chevalier de l'Ordre de Saint-Michel.
Alors que François Ier monte sur le trône après la mort de son cousin Louis XII, Louis de Ronsard épouse Jeanne Chaudrier veuve de Guyot des Roches, le 2 février 1515. Il participe cette même année à la bataille de Marignan. Il est démit de sa charge de gentilhomme de l'hôtel du roi par le nouveau souverain.

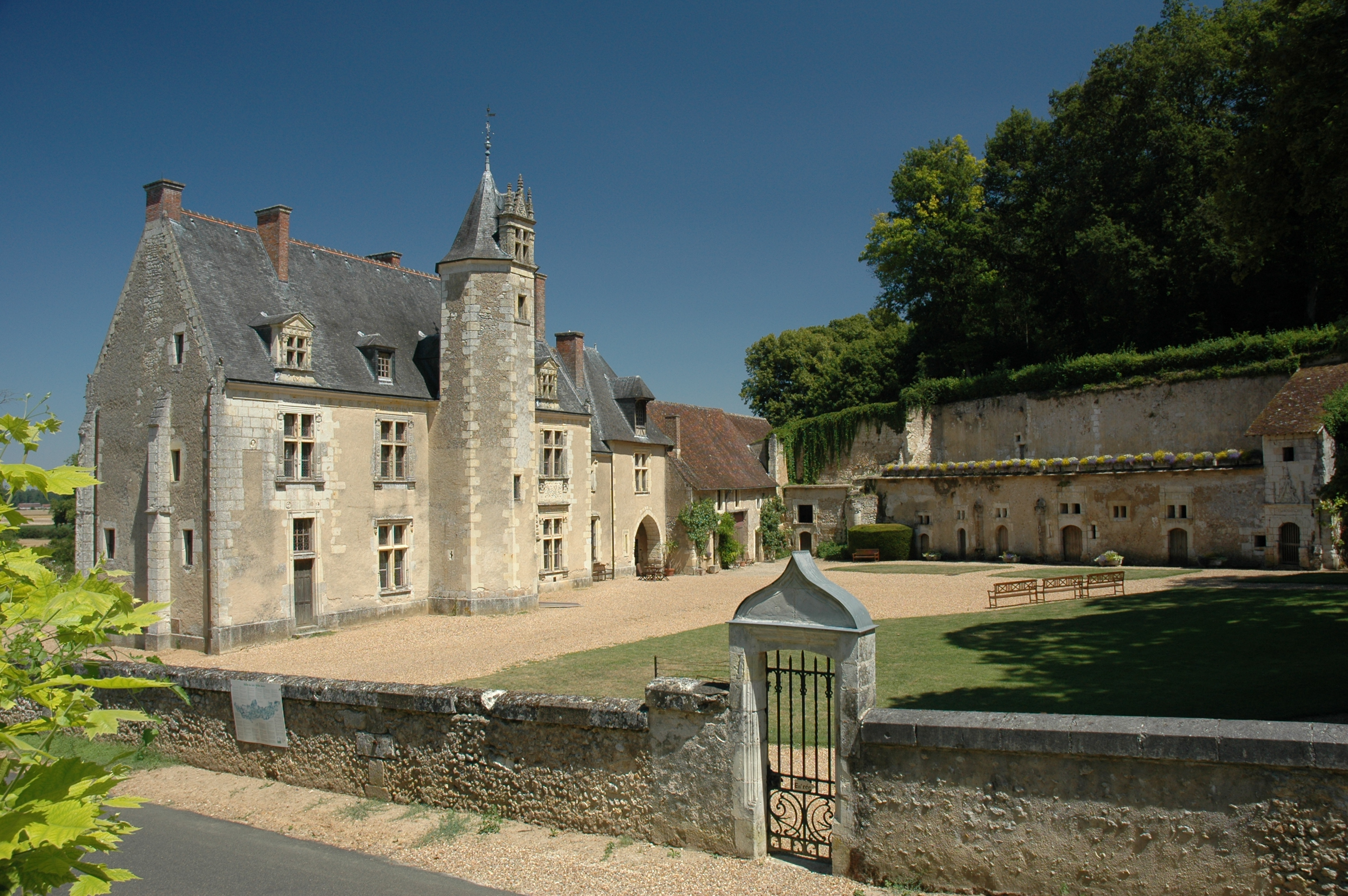
Manoir de la Possonnière.

C'est durant cette période, lors des premières années du règne de François Ier que Louis réalisa probablement la modernisation de son manoir de la Possonnière dans le style italien.
En 1518 il devient quatrième maitre d'hôtel du dauphin François puis aussi de son frère Henri.
Du fait de sa charges auprès des fils de France, il les accompagna dans leur captivité en Espagne à la suite du désastre de Pavie et de l'échange contre la libération de leur père. Durant cette captivité Louis de Ronsard écrit deux traités, tout deux aujourd'hui perdus, ils portaient sur le blason et le second sur l'histoire. Homme lettré il fut aussi protecteur de  Jean Bouchet.
De retour en France en 1530, Louis exerça sa charge de grand maitre de l'hôtel des fils de France jusqu'à sa mort à Paris en 1544.
Son corps fut ramené et inhummé dans l'église Saint-Gervais et Saint-Protais de Couture, à deux pas de son manoir de la Possonnière.

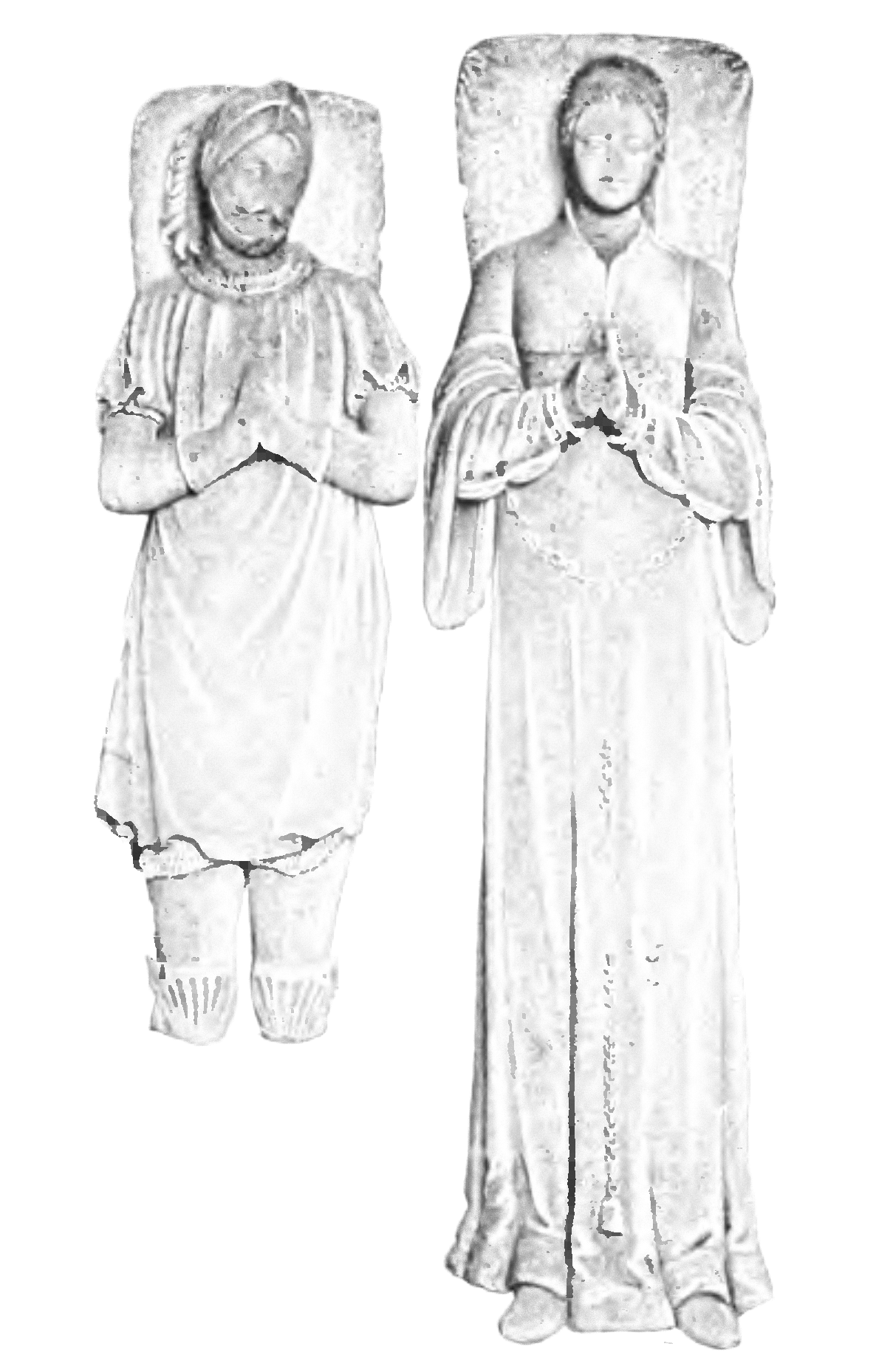
Gisant de Loys de Ronsard et Jeanne Chaudrier dans l'église Saint-Gervais et Saint-Protais de Couture.

### Fiefs[1]
- Seigneur de la Possonnière, du moulin-Ronsard, des Fiefs-Communs, de la Râtellerie et des Tierceries dans la commune de Couture.

- Seigneur des Epineaux et du Chesne-Rond à Fontaine-les-Coteaux.

- Seigneur de la Housaye et la Baillie

- Seigneur de La Chapelle-Gaugain, Sarceau et du Fief-Mouthon